# Barnás elénia
A barnás elénia (Elaenia pelzelni) a madarak osztályának verébalakúak (Passeriformes) rendjébe és a királygébicsfélék (Tyrannidae) családjába tartozó faj.

## Rendszerezése
A fajt Hans von Berlepsch német ornitológus írta le 1907-ben. Tudományos faji nevét August von Pelzeln osztrák ornitológusról kapta.

## Előfordulása
Az Amazonas-medencében, Bolívia, Brazília, Kolumbia és Peru területén honos. Természetes élőhelyei a szubtrópusi és trópusi síkvidéki esőerdők és bokrosok, folyók közvetlen környéke. Állandó, nem vonuló faj.

## Megjelenése
Testhossza 18 centiméter.

## Életmódja
Táplálkozása kevésbé ismert, valószínűleg rovarokat és gyümölcsöt fogyaszt.

## Természetvédelmi helyzete
Az elterjedési területe rendkívül nagy, egyedszáma ugyan csökken, de még nem éri el a kritikus szintet. A Természetvédelmi Világszövetség Vörös listáján nem fenyegetett fajként szerepel.